# Oyo (Nigeria)
Oyo ist eine Stadt im gleichnamigen nigerianischen Bundesstaat Oyo und liegt im Westen von Nigeria. Einer Berechnung von 2012 zufolge hat sie über 369.894 Einwohner.
Mitte des 17. Jahrhunderts gehörten zum Königreich Oyo, das von Yoruba errichtet wurde, weite Gebiete zwischen den Flüssen Niger und Volta. Die Stadt ist heute Sitz des Alafins (Königs) der Yoruba von Oyo.
Von wirtschaftlicher Bedeutung sind neben dem Anbau von Baumwolle und Tabak sowie deren Verarbeitung auch die Herstellung von Textilien und das Kunsthandwerk. Zu den wichtigsten Handelsgütern gehören Baumwolle, Getreide, Kakao, Palmerzeugnisse und Tabak. In der Umgebung von Oyo werden Gold und Zinn abgebaut.
Oyo und Umgebung bilden zwei der 33 Local Government Areas (LGA) des Bundesstaates Oyo, Oyo-West (auch Oyo) und Oyo-East, mit einer Fläche von 525,75 beziehungsweise 143,88 km². Bei der vorletzten Volkszählung 2006 hatten die LGAs 124.095 beziehungsweise 136.457 Einwohner und damit eine Bevölkerungsdichte von 259,4 beziehungsweise 862 Einwohnern je km². Zusammen mit der Agglomeration betrug die Einwohnerzahl der Stadt 369.894 Einwohner. Dazu ist ein sprunghafter Anstieg zu verzeichnen, denn die Stadt allein beherbergt mittlerweile mehr als 386.000 Einwohner.
In Oyo befindet sich die Verwaltung des Old-Oyo-Nationalparks.

## Söhne und Töchter der Stadt
- Fela Sowande (1905–1987), Komponist, Organist und Musikpädagoge
- Olutoyin Augustus (* 1979), Hürdenläuferin
- Gbenga Oluokun (* 1983), Boxer
- Quadri Aruna (* 1988), Tischtennisspieler